# Mường Nhé
Mường Nhé là một huyện nằm ở phía tây bắc tỉnh Điện Biên. Đây là huyện cực bắc của tỉnh Điện Biên và đồng thời là huyện cực tây của Việt Nam.

## Địa lý
Mường Nhé là một huyện miền núi, nằm trên ngã ba biên giới giữa Việt Nam với Trung Quốc và Lào, có vị trí địa lý:
- Phía đông giáp huyện Nậm Nhùn, tỉnh Lai Châu và huyện Nậm Pồ
- Phía tây giáp Lào
- Phía nam giáp huyện Nậm Pồ và Lào
- Phía bắc giáp huyện Mường Tè, tỉnh Lai Châu và Trung Quốc.

Điểm cực Tây của Việt Nam là A Pa Chải – Tá Miếu, chính là ngã ba biên giới, nằm tại xã Sín Thầu, có tọa độ địa lý kinh độ 102°8' Đông, vĩ độ 22°44' Bắc.

## Hành chính
Huyện Mường Nhé có 11 đơn vị hành chính cấp xã trực thuộc, bao gồm 11 xã: Chung Chải, Huổi Lếch, Leng Su Sìn, Mường Nhé (huyện lỵ), Mường Toong, Nậm Kè, Nậm Vì, Pá Mỳ, Quảng Lâm, Sen Thượng, Sín Thầu.
| \| Xã (11) \| \| \| \| \| Chung Chải \| 210,21 \| 6.177 \| 29 \| \| Huổi Lếch \| 117,12 \| 3.088 \| 26 \| \| Leng Su Sìn \| 179,97 \| 3.276 \| 18 \| \| Mường Nhé \| 217,42 \| 11.671 \| 53 \| \| Mường Toong \| 113,58 \| 7.028 \| 61 \| \| Nậm Kè \| 153,03 \| 5.453 \| 35 \| \| Nậm Vì \| 61,85 \| 4.163 \| 67 \| \| Pá Mỳ \| 71,68 \| 3.098 \| 43 \| \| Quảng Lâm \| 107,75 \| 3.124 \| 28 \| \| Sen Thượng \| 173,62 \| 1.075 \| 6 \| \| Sín Thầu \| 162,85 \| 1.515 \| 9 \| \| Toàn huyện \| 1.569,08 \| 49.668 \| 31 \| |                          |                         |                    |
| Nguồn: Niên giám tỉnh Điện Biên năm 2022 |                          |                         |                    |
| Tên | Diện tích năm 2022 (km²) | Dân số năm 2022 (người) | Mật độ (người/km²) |
| Xã (11) |                          |                         |                    |
| Chung Chải | 210,21                   | 6.177                   | 29                 |
| Huổi Lếch | 117,12                   | 3.088                   | 26                 |
| Leng Su Sìn | 179,97                   | 3.276                   | 18                 |
| Mường Nhé | 217,42                   | 11.671                  | 53                 |
| Mường Toong | 113,58                   | 7.028                   | 61                 |
| Nậm Kè | 153,03                   | 5.453                   | 35                 |
| Nậm Vì | 61,85                    | 4.163                   | 67                 |
| Pá Mỳ | 71,68                    | 3.098                   | 43                 |
| Quảng Lâm | 107,75                   | 3.124                   | 28                 |
| Sen Thượng | 173,62                   | 1.075                   | 6                  |
| Sín Thầu | 162,85                   | 1.515                   | 9                  |
| Toàn huyện | 1.569,08                 | 49.668                  | 31                 |

## Lịch sử
Huyện Mường Nhé được thành lập vào ngày 14 tháng 1 năm 2002 theo Nghị định 08/2002/NĐ-CP của Chính phủ trên cơ sở tách 4 xã: Chung Chải, Mường Nhé, Mường Toong, Sín Thầu thuộc huyện Mường Tè và 2 xã: Chà Cang, Nà Hỳ thuộc huyện Mường Lay. Khi mới thành lập, huyện thuộc tỉnh Lai Châu cũ.
Sau khi thành lập, huyện có 250.790 ha diện tích tự nhiên và 25.517 người với 6 đơn vị hành chính trực thuộc, bao gồm 6 xã nói trên. Huyện lỵ đặt tại xã Chà Cang.
Ngày 26 tháng 11 năm 2003, Quốc hội ban hành Nghị quyết số 22/2003/QH11 chia tỉnh Lai Châu cũ thành hai tỉnh Lai Châu và Điện Biên, huyện Mường Nhé thuộc tỉnh Điện Biên.
Ngày 21 tháng 3 năm 2006, chia xã Nà Hỳ thành 3 xã: Nà Hỳ, Nà Khoa và Nà Bủng; chia xã Chà Cang thành 2 xã: Chà Cang và Pa Tần; chia xã Mường Toong thành 3 xã: Mường Toong, Quảng Lâm và Nậm Kè.
Năm 2007, dời huyện lỵ từ xã Chà Cang về xã Mường Nhé.
Ngày 16 tháng 4 năm 2009, chia xã Mường Nhé thành 2 xã: Mường Nhé và Nậm Vì; chia xã Quảng Lâm thành 2 xã: Quảng Lâm và Na Cô Sa; chia xã Nậm Kè thành 2 xã: Nậm Kè và Pá Mỳ; chia xã Sín Thầu thành 2 xã: Sín Thầu và Sen Thượng; chia xã Chung Chải thành 2 xã: Chung Chải và Leng Su Sìn.
Đến cuối năm 2011, huyện Mường Nhé có 16 xã trực thuộc, bao gồm các xã: Chà Cang, Chung Chải, Leng Su Sìn, Mường Nhé (huyện lỵ), Mường Toong, Na Cô Sa, Nà Bủng, Nà Hỳ, Nà Khoa, Nậm Kè, Nậm Vì, Pa Tần, Pá Mỳ, Quảng Lâm, Sen Thượng và Sín Thầu.
Ngày 25 tháng 8 năm 2012, Chính phủ ban hành Nghị quyết số 45/NQ-CP. Theo đó:
- Chia xã Pa Tần thành 2 xã: Pa Tần và Nậm Tin; chia xã Nà Khoa thành 2 xã: Nà Khoa và Nậm Nhừ; chia xã Nà Hỳ thành 2 xã: Nà Hỳ và Nậm Chua; chia xã Nà Bủng thành 2 xã: Nà Bủng và Vàng Đán; chia xã Mường Toong thành 2 xã: Mường Toong và Huổi Lếch
- Điều chỉnh toàn bộ 92.577,49 ha diện tích tự nhiên và 28.833 người của 10 xã: Pa Tần, Chà Cang, Nà Khoa, Nà Bủng, Nà Hỳ, Na Cô Sa, Nậm Tin, Nậm Nhừ, Nậm Chua và Vàng Đán thuộc huyện Mường Nhé để thành lập huyện Nậm Pồ.

Sau khi điều chỉnh địa giới hành chính, huyện Mường Nhé còn lại 157.372,94 ha diện tích tự nhiên và 32.977 người với 11 xã trực thuộc.

## Kinh tế - xã hội
Nông – lâm nghiệp có tổng sản lượng cây lương thực có hạt đạt trên 12 nghìn tấn/năm. Chăn nuôi có tổng số đàn gia súc là 44.310 con. Nuôi trồng thuỷ sản của huyện Mường Nhé có 65 ha diện tích. Giá trị sản xuất công nghiệp, tiểu thủ công nghiệp và thương mại dịch vụ đạt 1.147 triệu đồng.

### Vấn đề phá rừng
Diện tích tự nhiên ở đây chủ yếu là rừng, chiếm 55%.
Vào đầu những năm 1980, rừng Mường Nhé giữ kỷ lục trên cả nước ta, với diện tích được khoanh đếm bảo vệ hơn 310.000 ha. Cán bộ bảo tồn từng ước tính những đàn voi đi rinh rợp, đi nườm nượp khắp Mường Nhé, là khoảng 250 con; đàn bò tót khoảng 300 cá thể; nai, hoẵng, sơn dương, cầy cáo thì rất nhiều.
Thế nhưng, đến nay, kho báu thiên nhiên ở khu bảo tồn Mường Nhé và vùng lân cận đã và đang bị tàn sát đến khó tin.
Đến năm 2009, diện tích chính thức được bảo vệ nghiêm ngặt của Khu bảo tồn thiên nhiên Mường Nhé chỉ còn có 45.000 ha. Trừ một số diện tích bị cắt sang Mường Tè (do quá trình tách huyện), số còn lại: Cả trăm nghìn hécta rừng đã bị phá, nói đúng hơn, vì khu bảo tồn hơn ba trăm nghìn hécta kia bị rỗng ruột từ rất lâu, nay đang tiếp tục bị xẻ thịt trên diện rộng...
Huyện có khu bảo tồn thiên nhiên Mường Nhé với tổng diện tích tự nhiên 169.962,3 ha thuộc địa bàn 6 xã: Sín Thầu, Chung Chải, Mường Nhé, Mường Toong, Nậm Kè, Quảng Lâm

## Dân số
Huyện có dân số năm 2008 là 50.559 người.
Năm 2009, tỉnh Điện Biên vừa có quyết định thành lập thêm 33 bản mới ở Mường Nhé, còn hàng chục bản nữa đang cố công, cố sức đòi được...công nhận. Toàn là người di dân tự do, họ chiếm hết những cánh rừng giàu có nhất, họ "cố thủ" ở đó, họ chống đối quyết liệt với sự vận động hồi hương của lực lượng chức năng - thế là "ta" phải chấp nhận cho họ "định cư" bằng cách công nhận thêm các bản làng.
Bây giờ Mường Nhé có tới 149 bản làng, với 54.000 dân. Nếu so với năm 2002, khi huyện Mường Nhé (vốn là một phần của huyện Mường Tè, tỉnh Lai Châu) được thành lập với 27.000 người, thì dân số huyện nhà nay đã tăng gấp đôi; trung bình mỗi năm tăng thêm khoảng 4.600 người.
Cả các xã mênh mông từ Mường Nhé, Sín Thầu, Chung Chải, xưa - vốn chỉ có duy nhất bản Nậm là nơi sinh sống của đồng bào Mông - thì nay, dân số của Mường Nhé đã đến mức,... nửa già là người Mông. Hầu hết họ đến bằng con đường di dân tự do.
Thời điểm tháng 8 năm 2012, huyện Mường Nhé có 157.372,94 ha diện tích tự nhiên và 32.977 nhân khẩu.
Huyện có diện tích 1.573,73 km², dân số năm 2018 là 40.030 người người.
Huyện có diện tích 1.569,08 km² (156.908,10 ha) và dân số năm 2022 là 49.668 người.